# Henry de Groux
Henry de Groux est un artiste peintre, graveur et sculpteur symboliste belge, né à Saint-Josse-ten-Noode, près de Bruxelles, le 16 novembre 1866 et mort le 12 janvier 1930 à Marseille.

## Biographie

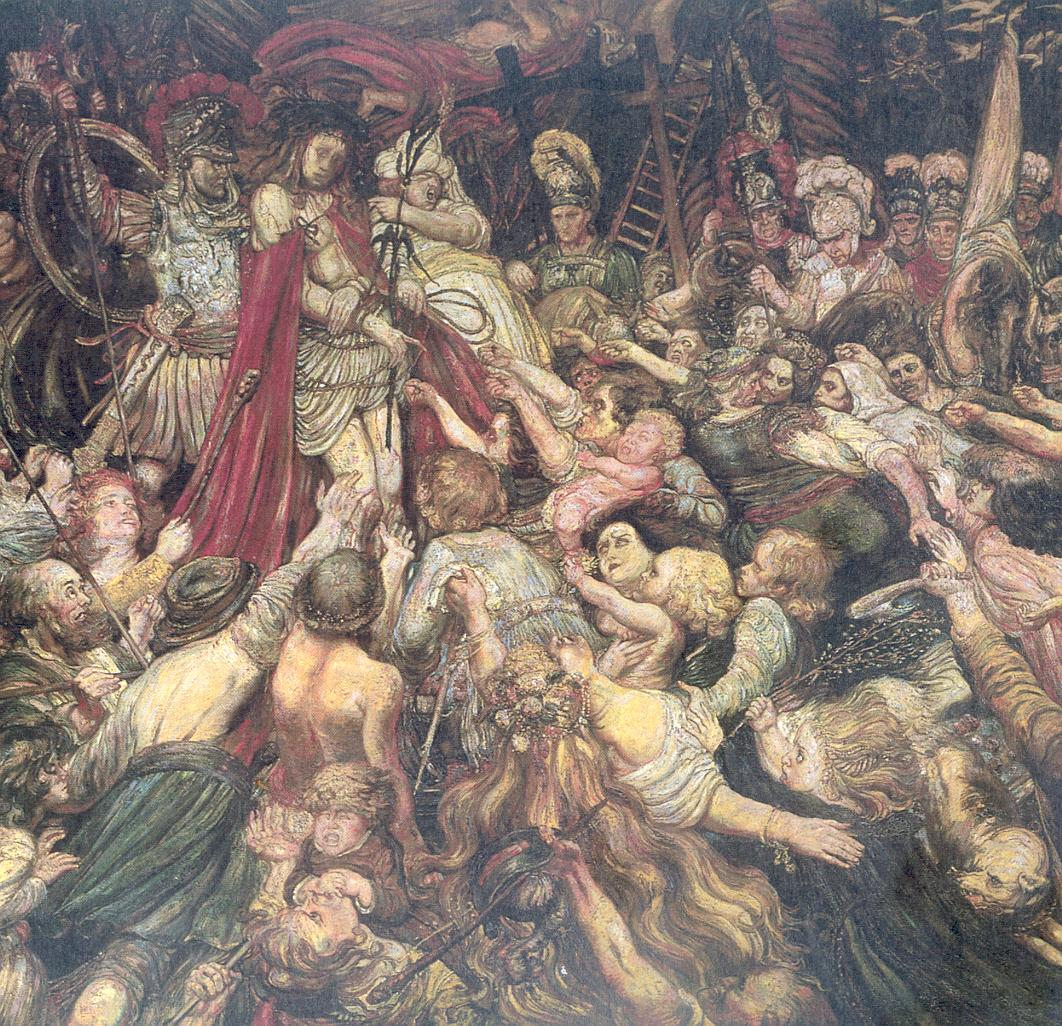
Le Christ aux outrages

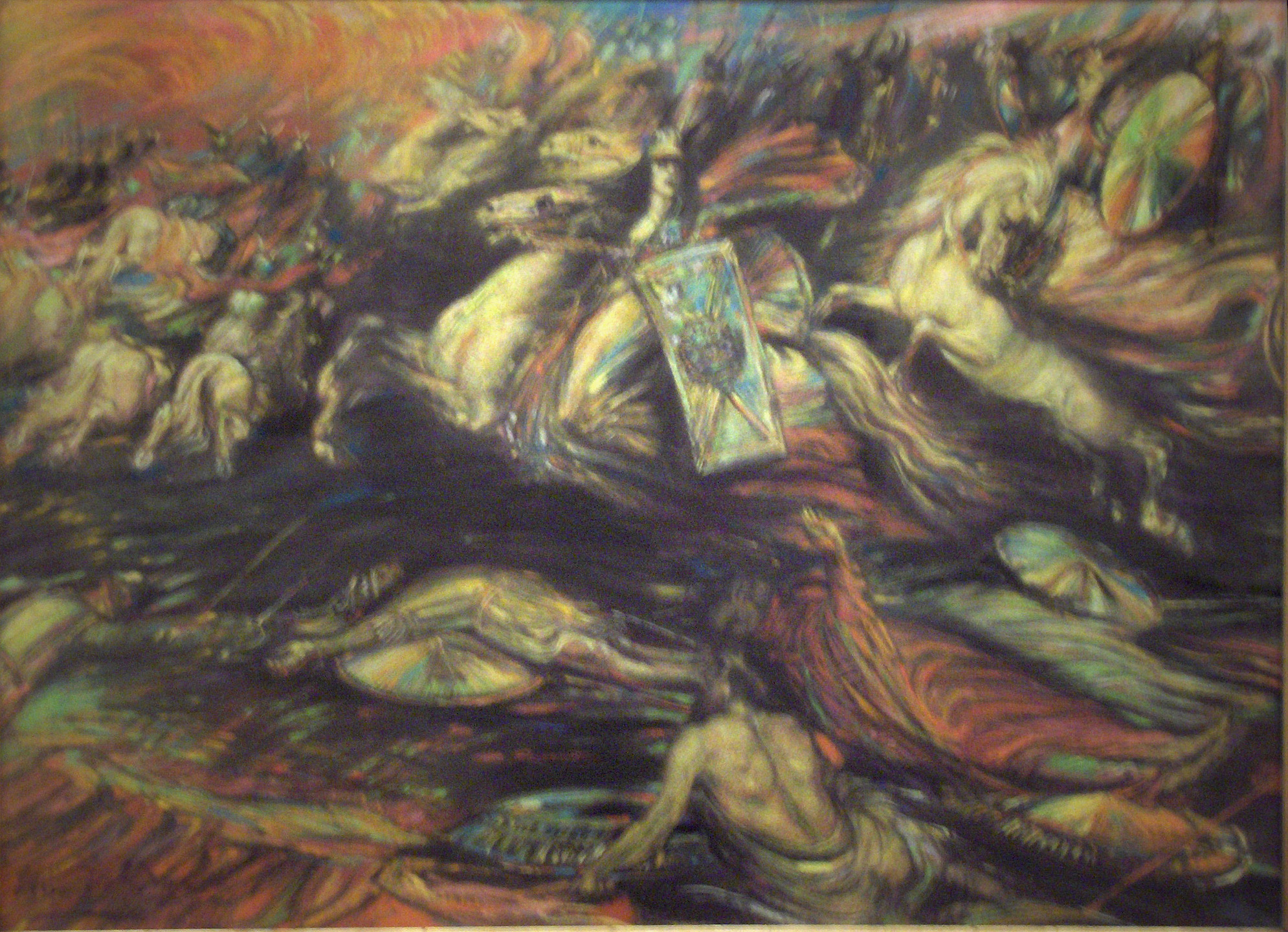
La Chevauchée des Walkyries (ca. 1890)

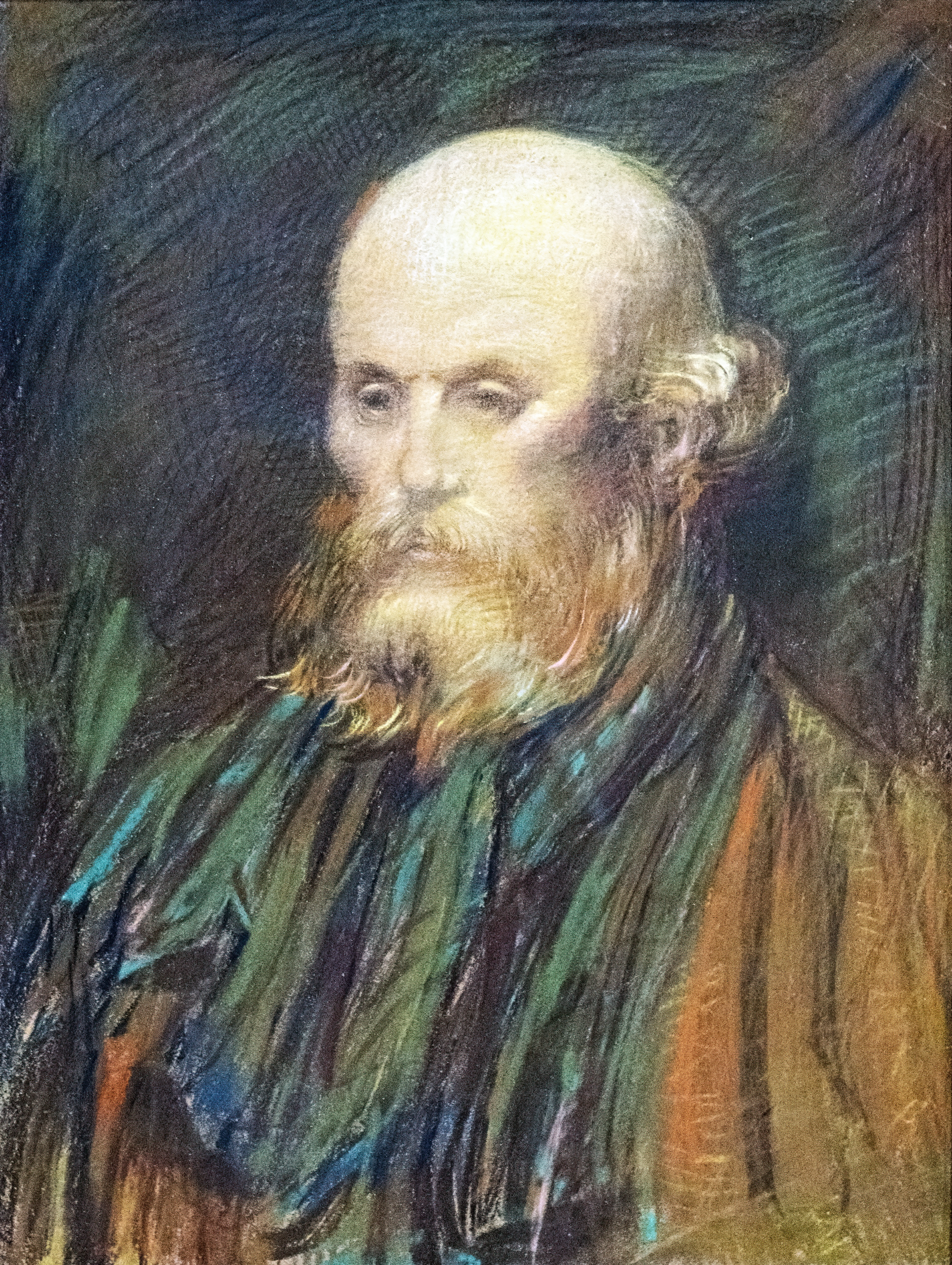
Portrait de Verlaine

### Famille
Fils du peintre belge Charles de Groux, défenseur du réalisme social en peinture, Henry de Groux est né à Saint-Josse-ten-Noode le 16 novembre 1866. Il n'a que quatre ans à la mort de son père dont le décès met la famille dans une situation précaire. Confiné dans un pensionnat de Vilvorde puis de Malines, son enfance et son adolescence sont dites malheureuses.
En 1889, il rencontre à Spa Marie Engel avec qui il entretient une correspondance jusqu'à leur mariage le 1er février 1893 à Enghien-les-Bains. Cependant, sa vie sentimentale se complique en 1903 avec la rencontre de Siegmonde, la nièce de Marie, âgée de 18 ans. Il l'enlève et passe deux ans à Florence, jusqu'à ce que ses crises de jalousie ne le pousse à l'internement dans un hôpital psychiatrique.
Henry de Groux a deux filles : Élisabeth de Groux, née le 4 novembre 1894 à Boulogne-sur-Mer et Marie Thérèse, née le 5 février 1898 à Paris.

### Formation et début de carrière
Il suit une formation à l'Académie de Bruxelles où il est l'élève de Jean-François Portaels. Il y rencontre William Degouve de Nuncques avec qui il se lie d'amitié. Il réalise à 22 ans Le Christ aux outrages, tableau qui le rendra célèbre. Membre du groupe L'Essor en 1884, il est accepté en 1886 au groupe des XX. 
En 1890, il provoque son premier scandale au Salon des XX où il refuse d’exposer pour ne pas côtoyer les Tournesols de Vincent van Gogh  et avoir injurié celui-ci ainsi que Paul Signac et Toulouse-Lautrec. Son comportement l’oblige à démissionner du groupe des XX. Il répond avec une toile magistrale, Le Christ aux outrages à la composition baroque de plus de trois mètres de long. C'est l’autoportrait, à l’image du Christ, d’un peintre bafoué après son rejet du groupe des XX. Durant l’automne 1890, lors du salon triennal de Bruxelles, les visiteurs ne parlent que de cette toile hors norme. Une étude de 1888-1889 est conservée à Avignon, à la Fondation Flandreysy-Espérandieu. Il travaille alors dans le même esprit que James Ensor qui peint à la même époque son Entrée du Christ à Bruxelles.

### Peintre des milieux symbolistes à Paris
Après son exclusion du groupe des XX, il s'installe à Paris en 1891. Il réalise la majeure partie de son œuvre et côtoie d’autres artistes tels que Toulouse-Lautrec, Whistler, Gauguin, Ensor, Rodin et Debussy. Il fréquente également de nombreux écrivains, parmi lesquels son futur gendre Émile Baumann, Mallarmé, Apollinaire, Oscar Wilde, Léon Bloy — avec qui il entretient une amitié fusionnelle — Verlaine, Zola, Heredia, Gide, Milosz, Rémy de Gourmont et Huysmans.
Il prend parti dans l’affaire Dreyfus et assure la protection de Zola contre la foule hostile à la sortie du tribunal. Il réalise plusieurs portraits de l'écrivain (lithographie, pastel) et un tableau, conservé à la maison Zola à Medan, retraçant l'épisode de la sortie du palais de justice tel qu'il le raconte dans son journal à la date du 9 février 1898: "Zola aux outrages". Cette prise de position en faveur de Dreyfus et de Zola contribue à la dégradation de son amitié avec Léon Bloy et à la rupture retentissante qui intervient entre les deux hommes en juin 1900. Ils ne se reverront qu'à la fin 1916, quelques mois avant la mort de Bloy.

### Voyages en Europe
Circulant à travers toute l’Europe, de Groux expose à Paris, dont chez Le Barc de Boutteville en 1894, à Bruxelles, Ostende, Spa, Amsterdam, Londres et Florence. Dans cette dernière ville, où il est arrivé en 1903, espérant relancer sa carrière par la confrontation à un nouveau public, il est accompagné de Germaine Lievens, nièce de son épouse avec laquelle il vit une relation amoureuse passionnée. Côtoyant les milieux artistiques et mondains de la ville, stimulé par la fréquentation du musée des Offices et des autres richesses artistiques de Florence, il produit un nombre considérable d'œuvres et organise une grande exposition de ses œuvres au palais Corsini en 1904. Toujours confronté à de terribles difficultés financières, brutalement assailli par une violente crise de jalousie vis-à-vis de Germaine Lievens, il est interné à l'hôpital psychiatrique de San Salvi, à Florence, en juin 1904. Après quelques semaines, il s’en évade pour rejoindre Gênes à pied. De là, il embarque pour Marseille, où sa femme Marie vient le chercher et le ramène à Spa, en Belgique. 

### Activité d'illustrateur
Il illustre de nombreux ouvrages littéraires. Il participe en tant que lithographe à L'Estampe originale (1893) et L'Épreuve (1895). En 1906, il est membre fondateur du cercle artistique L'Estampe.
À partir de la fin 1909, il se consacre également à la sculpture: il réalise des bustes de Wagner, Beethoven, Baudelaire, Edgar Poe, Balzac, Tolstoï, Shakespeare, Byron, Villiers de l'Isle-Adam, Emmanuel Signoret, et de grandes statues en pied : Tolstoï, Ecce Homo. Il est l'auteur de la statue du monument aux morts de La Roque d'Anthéron. Plusieurs de ses grands projets de sculpteur ne se finalisent pas: du grand monument à la mémoire de Claude Debussy, il ne reste que les photos de quelques maquettes et le buste en bronze du compositeur, conservé à Paris au musée de l'Opéra.
Entre 1892 et 1910, il tient un journal, remplissant 18 cahiers manuscrits (des ajouts y ont en outre été portés entre 1926 et 1928). L'ensemble a été déposé par les héritiers du peintre à l'INHA et une édition partielle en a été faite en 2007 par les éditions Kimé.
Il est cité en préambule du livre de Léon Bloy La Femme pauvre : « À l’exception de notre grand peintre Henry de Groux, qui donc est descendu aussi profondément que vous et d’aussi bon cœur dans ma fosse noire ? » (Édition La Part Commune, 1897).

### Activité pendant la Première Guerre mondiale
Lorsque la Première Guerre mondiale éclate, en août 1914, de Groux retourne s’installer seul à Paris, se séparant de sa famille réfugiée au village de Vernègues, en Provence. Il y restera pendant quatre ans, toujours à la recherche de moyens de subsistance. Pendant la première année du conflit, il récolte de la documentation sur les combats, y compris en se rendant sur le front. Il n’est pas sollicité par les missions d’artistes du général Niox, alors directeur du musée de l’Armée, et se rend donc sur le front par ses propres moyens. Bénéficiant de relations avec le ministre Albert Sarraut, il peut parcourir les zones dévastées après la bataille de la Marne en septembre 1914 et s’approcher de la ligne de front stabilisée. Observant les convois de blessés, de nouvelles recrues et de prisonniers allemands, il produit un certain nombre de dessins pendant cette période au contact des zones de guerre, qu’il devra quitter en octobre 1915.
De retour à Paris, il travaille à partir de cette documentation et des nouvelles relayées dans les journaux comme Le miroir ou L’Illustration. Le peintre compose des toiles, des pastels et des lithographies représentant l’horreur des combats. Il fait publier en 1916 un ensemble d’eaux-fortes intitulé Le visage de la victoire. Le recueil compile des images frappantes et crues, interprétées de ce que l’artiste a aperçu du front. De Groux conserve tout au long de la guerre une liberté de création malgré la censure mise en place. A l’ouverture de son exposition à la galerie d’Alignan, rue La Boétie à Paris en novembre 1916, l’affiche de l’évènement, montrant le visage d’une Gorgone, est interdite car considérée comme trop violente par les autorités.

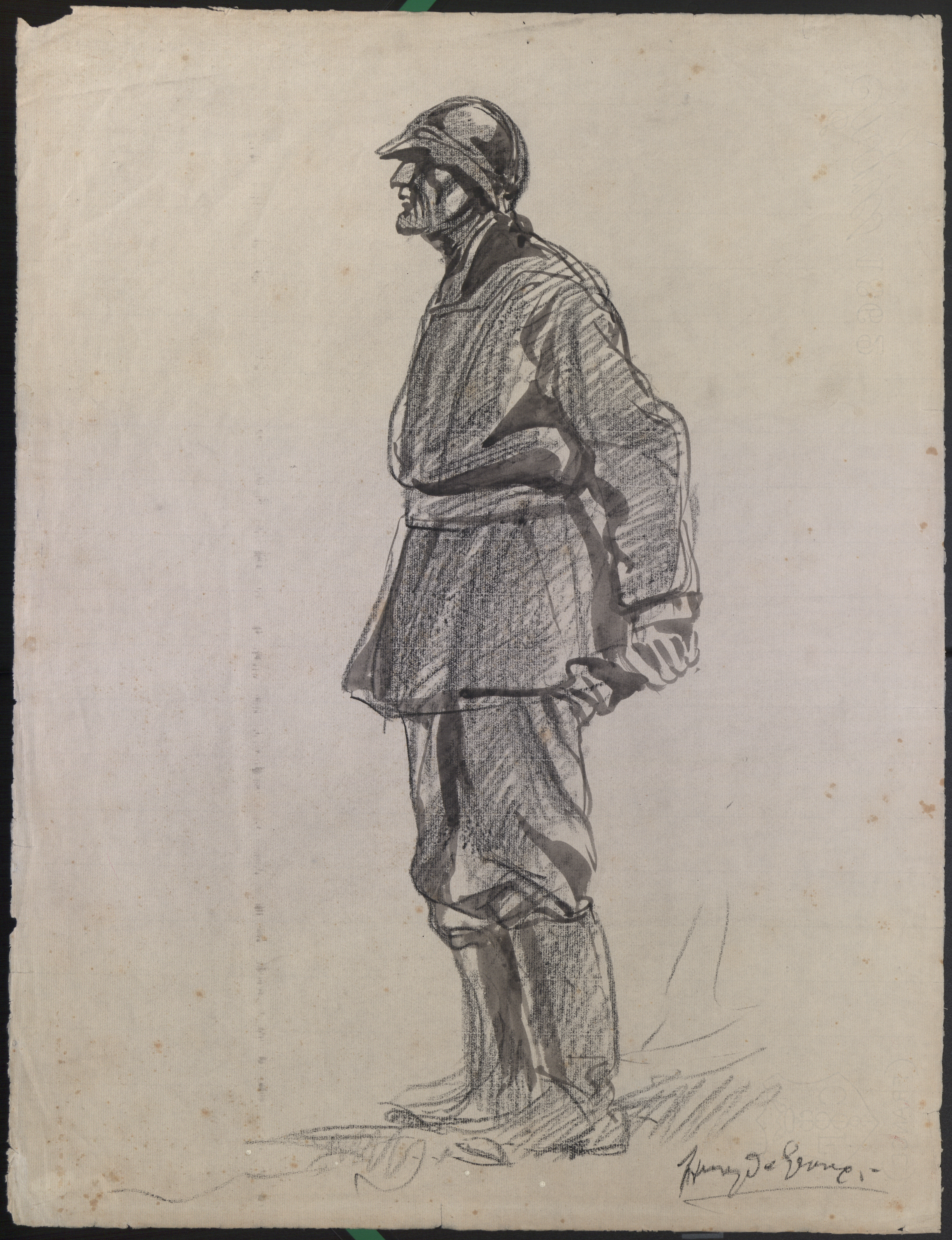
Sans titre, Henry de Groux, 1915/1918. Collections de la contemporaine.
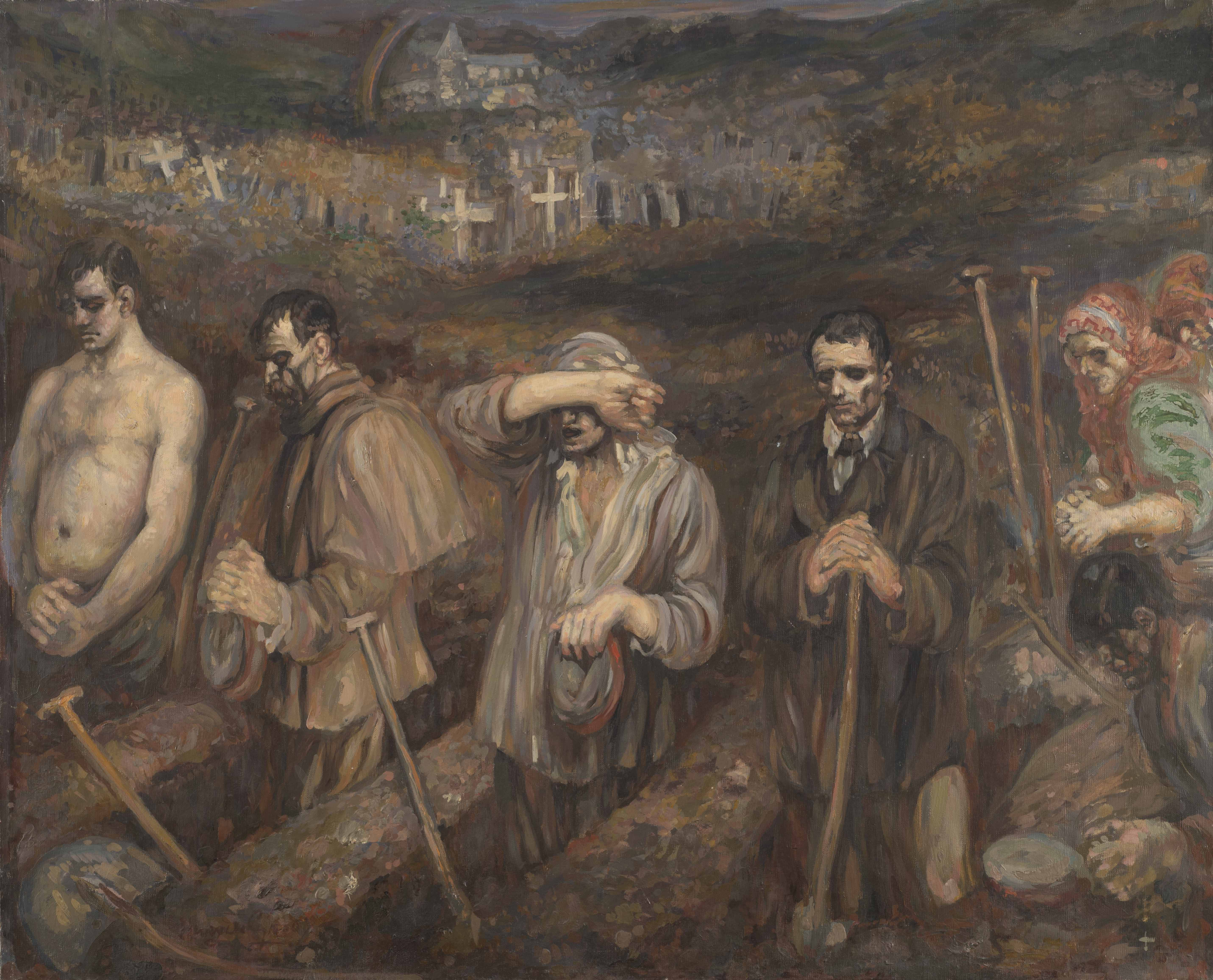
Otages civils creusant leur tombe, Henry de Groux, 1915. Collections de la contemporaine.

### Après-guerre et fin de carrière à Avignon
À partir de 1919, de Groux s’installe au Palais de Roure à Avignon, où il réalise des œuvres pour Jeanne de Flandreysy-Espérandieu, propriétaire du lieu. Elle lui commande notamment des toiles sur inspirées de L’Enfer de Dante, de Pétrarque et de la Provence.

## Expositions
- 1954 : « Henry de Groux : peintre, sculpteur », musée Cantini, Marseille[10]
- 2013 : « Un visage de la victoire, 1914-1918 », du 4 mars au 12 mai, atelier de Cézanne[11], Aix-en-Provence.
- 2014: « Figures de guerre - Henry de Groux », du 8 février au 8 mars, Péristyle de l'hôtel de ville, Avignon.
- 2015 : « Henry de Groux. Le Front de l'étrange », du 26 juin au 29 novembre, Musée Fenaille, Rodez.
- 2015 : « Un symboliste engagé » du 6 février au 22 mars, Galerie - Musée La Roque-d'Anthéron.
- 2019 : « Henry de Groux (1866-1930). Maître de la démesure », du 25 mai au 22 septembre, Musée Félicien Rops, Namur (Belgique).

### Biographie
- Émile Baumann, La Vie terrible d’Henry de Groux, Grasset, 1936.
- Henry de Groux, Journal, Kimé, 2007  (ISBN 978-2-84174-417-6).
- Henry de Groux (1866-1930) Témoin de guerre (catalogue de l'exposition au musée In Flanders Flieds, Ypres 2007-2008, avec des contributions de Jan Dewilde et Thomas Schlesser) Ypres, 2007.
- Figures de guerre, Henry de Groux (catalogue de l'exposition, Avignon, 8 février-8 mars 2014, avec des contributions de Sylvestre Clap, Jérôme Descamps), Palais du Roure - Fondation Flandreysy-Espérandieu, Avignon, 2014  (ISBN 978-2-9546921-2-8).
- Henry de Groux, le front de l'étrange (catalogue de l'exposition, avec des contributions de Benoît Decron, Jérôme Descamps, Aurélien Pierre), Éditions Lienart (Paris) – Musée Fenaille (Rodez), 2015  (ISBN 978-2-35906-144-4).
- Henry de Groux (1866-1930), Maître de la démesure (catalogue de l'exposition, avec des contributions de Véronique Carpiaux, Jérôme Descamps, Laura Fanti, Denis Laoureux, Louis Millet, Pascal de Sadeleer, Bertrand Tillier), Musée Félicien Rops, Namur - In Fine éditions d'art, Paris, 2019  (ISBN 978-2-902302-08-6).